# حزب البعث (الفصيل السوري)
حزب البعث الاشتراكي العربي ويشار إليه أيضا باسم مؤيدو حزب البعث السوري حزب سياسي بعثي جديد له فروع في جميع أنحاء الوطن العربي. نشأ الحزب من انشقاق في حزب البعث في فبراير 1966. الحزب يقود الحكومة في سوريا. من عام 1970 حتى عام 2000 كان الحزب بقيادة الرئيس السوري حافظ الأسد. اعتبارا من عام 2000 تم تقاسم القيادة بين ابنه بشار الأسد (رئيس المنظمة الإقليمية السورية) و عبد الله الأحمر (رئيس المنظمة الوطنية العربية). الفرع السوري للحزب هو أكبر منظمة داخل حزب البعث السوري.

## القيادة

### الأمين العام
أصبح حافظ الأسد أمين القيادة الإقليمية السورية للحزب في عام 1970 والأمين العام للقيادة الوطنية في أواخر عام 1970. على الرغم من كونه متوفيا فإن حافظ الأسد لا يزال الأمين العام الرسمي للقيادة الوطنية. أصبح بشار الأسد الأمين الإقليمي للحزب في سوريا بعد وفاة والده في عام 2000. يشغل عبد الله الأحمر منصب الأمين العام المساعد للقيادة الوطنية وهو منصب شغله منذ السبعينيات.
- نور الدين الأتاسي (1966-1970)
- حافظ الأسد (12 سبتمبر 1971 - 10 يونيو 2000؛ 2000 إلى الوقت الحاضر بحكم القانون)
- عبد الله الأحمر (10 يونيو 2000 - حتى الآن؛ بحكم الأمر الواقع)

### القيادة الوطنية

#### الأعضاء الكاملون
- عبد الله الأحمر
- محمد جابر بجبوج (توفي في 11 يوليو 2011)[7]
- عبد الحافظ نعمان
- محمد صلاح الهرماسي
- عطية الجودة
- سامي العطاري
- بو منصور
- صياح عزام

#### الأعضاء الاحتياط
- فواز صوياغ

### المؤتمرات الوطنية
ملاحظة: بالنسبة للمؤتمرات الوطنية من الأولى إلى الثامنة انظر إلى المؤتمرات الوطنية التي عقدها حزب البعث الموحد قبل عام 1966
- المؤتمر الوطني التاسع (25-29 سبتمبر 1966)
  - المؤتمر الوطني الاستثنائي التاسع (سبتمبر 1967)
- المؤتمر الوطني العاشر للحزب (أكتوبر 1968)
  - المؤتمر الوطني العشري العاشر (أكتوبر - نوفمبر 1970)
- المؤتمر الوطني الحادي عشر (أغسطس 1971)
- المؤتمر الوطني الثاني عشر (يوليو 1975)
- المؤتمر الوطني الثالث عشر (27 يوليو - 2 أغسطس 1980)
- المؤتمر الوطني الرابع عشر (15-21 مايو 2017)

### المنظمة
الحزب ملتزم بالخطوط اللينينية وهي سياسة تعود إلى قيادة أفلاق وبيطار قبل الانقسام. أعلى جهاز للحزب هو مؤتمر الحزب. ينتخب المؤتمر أمين عام وقيادة وطنية. بموجب القيادة الوطنية توجد قيادة إقليمية لكل ولاية يعمل فيها الحزب. تنقسم المناطق إلى فروع تنقسم إلى شركات. يتكون الفرع من مجموعتين أو أكثر. تتألف المجموعة من ثلاث إلى سبع خلايا. كل خلية لديها ما بين ثلاثة وسبعة أعضاء.
من الناحية النظرية القيادة الوطنية للحزب هي الحكومة الجنينية للأمة العربية بأسرها. تضم الهيئة 21 عضوا نصفهم من السوريين. In practice, the Syrian Regional Command is the more powerful institution inside the party. في الواقع القيادة الإقليمية السورية هي المؤسسة الأكثر قوة داخل الحزب. القيادة السورية هي القيادة السياسية الحقيقية في سوريا. أصبحت قوة القيادة الوطنية أكثر رمزية من الواقعية. أصبح مقعد القيادة الوطنية خطيرا وهو منصب فخري يعطى للسياسيين السوريين المتقاعدين من الحياة السياسية النشطة. نادرا ما كان للأسد الأسد الوقت لحضور اجتماعات القيادة الوطنية. عين بدلا منه نائب الرئيس لشؤون الحزب زهير مشارقة أو عبد الحليم خدام لتمثيله في اجتماعات القيادة الوطنية. من الناحية النظرية يمكن للقيادة الوطنية أن تجري التبشير وتشكل قيادة إقليمية جديدة في جميع أنحاء العالم العربي وتدعم الأوامر الإقليمية الضعيفة ولكن صناع السياسة السوريين قد قلصوا تلك القدرة.

## الفروع حسب المنطقة

### العراق
عرف الحزب أحيانا في العراق بأنه بعث يساري أو قطر العراق. من أبرز أعضاء الحزب في العراق محمود الشيخ راضي وفوزي مطلق الراوي والدكتور محمود شمسه. عارض الحزب حكم صدام حسين وكان إحدى المجموعات الأولى التي يستهدفها. فقد الحزب مئات كوادره وسط قمع حكومته. كان مقر راضي في سوريا خلال السبعينات.
وصف الحزب حكومة صدام بأنها «فاشية». عندما اندلعت الحرب بين إيران والعراق في عام 1980 شارك الحزب في تشكيل الجبهة الوطنية الديمقراطية جنبا إلى جنب مع الحزب الشيوعي العراقي والاتحاد الوطني الكردستاني والحزب الاشتراكي الكردي. تعهدت الجبهة بالإطاحة بصدام حسين.
في الثمانينات بدأ الحزب التعاون مع المجلس الأعلى الإسلامي العراقي. نظم الحزب أول مؤتمر عام لمجموعات المعارضة العراقية في دمشق عام 1989. كما شارك في مؤتمر لمجموعات المعارضة العراقية في بيروت عام 1991. في عام 1999 كان راضي يقيم في المملكة المتحدة. كان الحزب يتكون من ثلاث مجموعات رئيسية (جنبا إلى جنب مع الحزب الشيوعي العراقي و حزب الدعوة الإسلامية) التي شكلت تحالف القوات الوطنية العراقية. كان التحالف يعارض صدام حسين وكذلك التدخل العسكري الأمريكي. خلال الفترة التي سبقت غزو العراق عام 2003 أدان الحزب علنا تورط الولايات المتحدة في تنظيم المنشقين العراقيين في المنفى.
بعد سقوط نظام صدام حسين نشأ ارتباك حول ما إذا كان قانون اجتثاث البعث ينطبق أيضا على الحزب. في عام 2008 طلب راضي السماح للحزب بالعمل داخل العراق والانضمام إلى عملية المصالحة. ردا على ذلك أعلنت الحكومة العراقية أنها تعتبر قطر العراق متميزا عن بعث صدام حيث شارك قطر العراق في مؤتمرات المعارضة خلال سنوات صدام. اعتبارا من عام 2009 لا تزال المنظمة الإقليمية العراقية مقرها في سوريا.
الزعيم الحالي للفصيل العراقي هو متعب شنان. كان الرئيس السابق فوزي مطلق الراوي مقره دمشق واتهمته حكومة الولايات المتحدة بتقديم الدعم المالي والمادي للقاعدة في العراق.

#### الأمناء الإقليميون
- فوزي مطلق الراوي
- متعب شنان[27]

### الأردن
تم تسجيل حزب البعث العربي التقدمي لأول مرة في عام 1993. الفرع صغير ووفقا لوثيقة ويكيليكس فإن «عدد أتباعه قليل». على الرغم من صغر حجمه فإن الفرع قادر من خلال زعيمه فؤاد دبور على الحصول على بصمة لائقة في وسائل الإعلام الأردنية. كثيرا ما تقتبس الصحافة تصريحات دبور النارية عن السياسة الخارجية. الحزب أقل شهرة من نظيره المؤيد للعراق حزب البعث العربي الاشتراكي. هو الفرع الحزبي لحزب البعث السوري الذي يهيمن عليه السوريون في الأردن. فؤاد دبور هو السكرتير الإقليمي للفرع. يعتقد أن الحزب لديه أقل من 200 عضو.

#### الأمناء الإقليميون
- فؤاد دبور
- محمود معايطة

### لبنان
تأسس الفرع اللبناني في عام 1966 وهو عام انقسام حزب البعث. خلال الحرب الأهلية اللبنانية كان لدى الحزب ميليشيات مسلحة تسمى كتيبة الأسد. انضم الحزب إلى الحزب التقدمي الاشتراكي بقيادة كمال جنبلاط في تنظيم الحركة الديمقراطية الوطنية سعيا لإلغاء الدولة الطائفية. حلت الحركة الديمقراطية الوطنية محل الجبهة الديمقراطية الوطنية التي شارك فيها الحزب. نظم الحزب مقاومة ضد القوات الإسرائيلية في لبنان. في يوليو 1987 شارك في تشكيل جبهة التوحيد والتحرير.
في الانتخابات البرلمانية عام 2009 فاز الحزب مقعدين كجزء من تحالف 8 آذار. برلمانيو الحزب هم عاصم قانصوه وقاسم هاشم. الزعيم الحالي للحزب هو فايز شكر. أشاد وائل الحلقي رئيس وزراء سوريا بقيادة فرع لبنان الإقليمي مشيرا إلى أنهم يؤيدون القيادة السورية ويظلون موالين للأسد على الرغم من الاحتلال السوري للبنان وفي أوقات المؤامرات والهجمات.

### فلسطين
كان الفلسطيني سمير العطاري عضوا في القيادة الوطنية في السبعينيات. حتى عام 1970 ظلت الصاعقة تحت سيطرة جديد.

#### قادة الصاعقة
- زهير محسن (1971-1979)؛ ملاحظة: كان أيضا عضوا في القيادة الوطنية[39]
- عصام القاضي (1979-2006)
- فرحان أبو الهيجاء (2007 حتى الآن)

#### الأمناء الإقليميون
- فرحان أبو الهيجاء (؟ -؟)[40]

### السودان
خلال الثمانينات كان الحزب يسمى حزب البعث العربي الاشتراكي - منظمة السودان (للتمييز عن الحزب المؤيد للعراق المسمى حزب البعث العربي الاشتراكي - بلد السودان). شارك الحزب في انتخابات عام 1986 كجزء من الجبهة الوطنية التقدمية.
عقد الحزب مؤتمره الإقليمي الثالث في ولاية الخرطوم في 5 و 6 فبراير 2009. انتخب المؤتمر لجنة مركزية مكونة من 23 عضوا وقيادة إقليمية مكونة من 11 عضوا وأمينا إقليميا (التجاني مصطفى ياسين). ذكر المؤتمر أن الحزب سعى إلى التعاون مع حزب المؤتمر الوطني من أجل تشكيل جبهة وطنية. عارض الحزب بشدة استقلال جنوب السودان.
أفادت التقارير في عام 2010 أن أحمد الأحمد الأمين العام للحركة الاشتراكية العربية كان عضوا في القيادة الإقليمية السودانية.

#### الأمناء الإقليميون
- التجاني مصطفى ياسين[45]

### موريتانيا
تم إنشاء فرع سوري في موريتانيا عام 1981.

### سوريا
إن شعار الحزب «الوحدة والحرية والاشتراكية» مكرس في دستور الجمهورية العربية السورية. تنص المادة الثامنة من الدستور على أن «الحزب الرائد في المجتمع والدولة هو حزب البعث ويقود الجبهة الوطنية التقدمية التي تسعى إلى توحيد موارد جماهير الشعب ومكانه في خدمة أهداف الأمة العربية». اعتمد الدستور في عام 1973. وفقا لدستور الجمهورية العربية السورية فإن القيادة الإقليمية للحزب هي التي ترشح المرشح لرئاسة الجمهورية. الدستور لا يقول صراحة أن الرئيس يجب أن يكون زعيم الحزب ولكن ميثاق الجبهة التقدمية الوطنية ينص على أن رئيس الجمهورية العربية السورية وأمين الحزب هو أيضا رئيس الجبهة الوطنية.
يهيمن الحزب على البرلمان السوري منذ عام 1963. الحزب يقود الجبهة التقدمية الوطنية وفي جميع الانتخابات التي أجريت بموجب هذا الدستور حصل على غالبية المقاعد البرلمانية 167 المخصصة للجبهة. في الانتخابات البرلمانية عام 2003 حصل الحزب على 135 مقعدا.
اعتبارا من منتصف العقد الأول من القرن الحادي والعشرين يقدر عدد أعضاء الحزب في سوريا تقدر بثمانمائة ألف عضو. الأحزاب الرئيسية في سوريا هي البعث والثورة.
تضم القيادة الإقليمية السورية 21 عضوا. اعتبارا من عام 1987 كانت القيادة الإقليمية السورية تضم نواب رئيس الجمهورية العربية السورية الثلاثة ورئيس الوزراء ووزير الدفاع ورئيس أركان القوات المسلحة ورئيس البرلمان وأميني حزب حلب وحماة فضلا عن رؤساء مكاتب الأحزاب للنقابات والاقتصاد والتعليم العالي.
عقد المؤتمر السابع للحزب الإقليمي السوري في يناير 1980. أنشأ المؤتمر مؤسسة جديدة هي اللجنة المركزية لتكون هيئة وسيطة بين القيادة الإقليمية والفروع المحلية. كانت اللجنة المركزية تضم 75 عضوا. قرر المؤتمر الإقليمي الثامن توسيع عضوية اللجنة المركزية إلى 95 عضوا. اتهمت اللجنة المركزية بانتخاب القيادة الإقليمية التي سبق أن قام بها مندوبو المؤتمر الإقليمي. تمثل اللجنة المركزية المؤتمر الإقليمي عندما لا يكون المؤتمر في جلسة.
لدى الحزب 19 فرعا في سوريا: واحدة في كل من المقاطعات الثلاث عشرة وواحد في دمشق وواحد في حلب وواحد في كل من الجامعات الأربع. في معظم الحالات يشكل حاكم المقاطعة ورئيس الشرطة ورئيس البلدية وشخصيات محلية أخرى قيادة الفرع. ومع ذلك يتم شغل سكرتير قيادة الفرع والمناصب التنفيذية الأخرى من قبل الموقتات الكاملة للحزب.
يعقد مؤتمر الحزب الإقليمي السوري كل أربع سنوات. على الرغم من كونها قضية منظمة تماما فقد كان المؤتمر الإقليمي مكانا للمناقشات الفعلية بشأن الشؤون الجارية. تم التعبير عن الانتقاد ضد الفساد والركود الاقتصادي في المؤتمر الإقليمي لعام 1985 وإن كان صراحة. حضر هذا المؤتمر 771 مندوبا فرعيا.
الحزب له بنية موازية داخل القوات المسلحة السورية. لا يجتمع القطاعان العسكري والمدني إلا على الصعيد الإقليمي حيث أن القطاع العسكري ممثل في القيادة الإقليمية ويرسل المندوبين إلى المؤتمرات الإقليمية. ينقسم القطاع العسكري إلى فروع تعمل على مستوى الكتيبة. يسمى رئيس فرع الحزب العسكري توجهي (دليل).
الحزب لديه لجنة التفتيش والرقابة التي أُنشئت في عام 1980. تم إقرار قانون أمن الحزب في عام 1979 وهو تجريم «الانحرافات» داخل الحزب والهجمات على الحزب.
لدى الحزب ثلاثة مكاتب لتنسيق العمل في المنظمات الجماهيرية: مكتب المنظمات الشعبية (تنسيق ميليشيا الجيش الشعبي واتحاد الشباب الثوري واتحاد الطلاب و الإتحاد العام للمرأة السورية). مكتب العمال (تنسيق الاتحاد العام لنقابات العمال) ومكتب الفلاحين (تنسيق اتحاد الفلاحين). انضم الأطفال إلى الطليعة وهي منظمة للأولاد والبنات في الصف. تعد الطليعة مخيمات صيفية شبه عسكرية تديرها القوات المسلحة. في منتصف السبعينات شن الحزب حملة جماهيرية لتعبئة الفلاحين في اتحاد الفلاحين.
الحزب لديه نظامه الخاص للتعليم السياسي بما في ذلك المعهد السياسي العالي (مدرسة الدراسات العليا في جامعة دمشق).
استقال عبد الحليم خدام كعضو في القيادة الوطنية واللجنة المركزية في منتصف عام 2005.

### تونس
لا يوجد هيكل رسمي مرتبط بحزب البعث الذي يتخذ من دمشق مقرا له. معظم البعثيين في تونس (مدينة) يدعمون الفصيل العراقي كأعضاء في حزب البعث العربي الاشتراكي أو أكثر اليسار والراديكاليين في حزب الطليعة العربية والديمقراطية. هناك عدد قليل فقط من المسلحين يرأسهم محمد صلاح الهرماسي (وهو عضو في القيادة الوطنية التي تتخذ من دمشق مقرا لها) مرتبطون تاريخيا بدمشق.

### اليمن
البعثية في اليمن نشأت في الخمسينات. كان الحزب قد عمل تحت الأرض حتى عام 1990. حصل على تسجيل رسمي كحزب البعث العربي الاشتراكي - منطقة اليمن في 31 ديسمبر 1995 (بينما كان على الجماعة الأخرى أن تسجل كحزب البعث العربي الاشتراكي الوطني) السكرتير الإقليمي للحزب في اليمن هو محمد الزبيري. شارك الحزب في الانتخابات البرلمانية التي جرت عام 1993 وحصل على سبعة مقاعد. في الانتخابات البرلمانية لعامي 1997 و2003 فاز الحزب بمقعدين. في عام 2003 حصل الحزب على 0.66٪ من الأصوات الوطنية. دعم الحزب علي عبد الله صالح في الانتخابات الرئاسية عام 1999.
قاد عبد الله الأحمر وفد الحزب المركزي إلى المؤتمر الإقليمي الرابع للبعث اليمني في عام 2006.
في ديسمبر 2008 وافق الحزب وحزب البعث العربي الاشتراكي الوطني على تنسيق أنشطتهما السياسية.
في نوفمبر 2010 توفي أحد القادة الرئيسيين للحزب في اليمن علي أحمد ناصر محمد الذهب الذي شغل منصب أمين مساعد للقيادة الإقليمية وعضو البرلمان منذ عام 1993.
في مارس 2013 تركت ليندا محمد رئيسة قسم النساء في المنطقة الحزب احتجاجا على دعم القيادة اليمنية المستمر لبشار الأسد وحزب البعث السوري.

#### الأمناء الإقليميون
- غير معروف
- محمود عبد الوهاب عبد الحميد (؟ -؟)[59]
- محمد الزبيري (؟ - ممثل)

#### مساعدو الأمناء الإقليميين
- علي أحمد ناصر الذهب (1993 - 30 نوفمبر 2010)[60]
- أحمد حيدر (؟ -؟)